# Seznam dílů seriálu Temný Wales
Toto je seznam dílů seriálu Temný Wales.

## Přehled řad
| Řada | Díly | Premiéra v VB  | Premiéra v VB      | Premiéra v ČR     | Premiéra v ČR     |
| Řada | Díly | První díl      | Poslední díl       | První díl         | Poslední díl      |
| ---- | ---- | -------------- | ------------------ | ----------------- | ----------------- |
| 1    | 8    | 29. října 2013 | 21. listopadu 2013 | 1. července 2018  | 22. července 2018 |
| 2    | 9    | 13. září 2015  | 1. listopadu 2015  | 29. července 2018 | 26. srpna 2018    |
| 3    | 8    | 30. října 2016 | 18. prosince 2016  | 2. září 2018      | 23. září 2018     |

## Seznam dílů

### První řada (2013)
| Č. v seriálu | Č. v řadě | Původní název                  | Český název                    | Režie       | Scénář                         | Premiéra v VB      | Premiéra v ČR     |
| ------------ | --------- | ------------------------------ | ------------------------------ | ----------- | ------------------------------ | ------------------ | ----------------- |
| 1            | 1         | Devil's Bridge (Part 1)        | Ďáblův most (1. část)          | Marc Evans  | David Joss Buckley a Ed Thomas | 29. října 2013     | 1. července 2018  |
| 2            | 2         | Devil's Bridge (Part 2)        | Ďáblův most (2. část)          | Marc Evans  | David Joss Buckley a Ed Thomas | 31. října 2013     | 1. července 2018  |
| 3            | 3         | Night Music (Part 1)           | Smrt samotáře (1. část)        | Gareth Bryn | Ed Talfan                      | 5. listopadu 2013  | 8. července 2018  |
| 4            | 4         | Night Music (Part 2)           | Smrt samotáře (2. část)        | Gareth Bryn | Ed Talfan                      | 7. listopadu 2013  | 8. července 2018  |
| 5            | 5         | Penwyllt (Part 1)              | Smrt mladého učitele (1. část) | Rhys Powys  | David Joss Buckley a Ed Thomas | 12. listopadu 2013 | 15. července 2018 |
| 6            | 6         | Penwyllt (Part 2)              | Smrt mladého učitele (2. část) | Rhys Powys  | David Joss Buckley a Ed Thomas | 14. listopadu 2013 | 15. července 2018 |
| 7            | 7         | The Girl in the Water (Part 1) | Dívka ve vodě (1. část)        | Ed Thomas   | Jeff Murphy                    | 19. listopadu 2013 | 22. července 2018 |
| 8            | 8         | The Girl in the Water (Part 2) | Dívka ve vodě (2. část)        | Ed Thomas   | Jeff Murphy                    | 21. listopadu 2013 | 22. července 2018 |

### Druhá řada (2015)
| Č. v seriálu | Č. v řadě | Původní název                       | Český název              | Režie        | Scénář       | Premiéra v VB     | Premiéra v ČR     |
| ------------ | --------- | ----------------------------------- | ------------------------ | ------------ | ------------ | ----------------- | ----------------- |
| 9            | 1         | In the Dead of Night                | V tichu noci             | Ed Thomas    | Jeff Murphy  | 1. ledna 2015     | 29. července 2018 |
| 10           | 2         | Ceredigion (Part 1)                 | Smrt v horách (1. část)  | Gareth Bryn  | Debbie Moon  | 13. září 2015     | 5. srpna 2018     |
| 11           | 3         | Ceredigion (Part 2)                 | Smrt v horách (2. část)  | Gareth Bryn  | Debbie Moon  | 20. září 2015     | 5. srpna 2018     |
| 12           | 4         | The Tale of Nant Gwrtheyrn (Part 1) | Tragická láska (1. část) | Julian Jones | Eoin McNamee | 27. září 2015     | 12. srpna 2018    |
| 13           | 5         | The Tale of Nant Gwrtheyrn (Part 2) | Tragická láska (2. část) | Julian Jones | Eoin McNamee | 4. října 2015     | 12. srpna 2018    |
| 14           | 6         | Dark River (Part 1)                 | Tajemná řeka (1. část)   | Ed Thomas    | Sue Everett  | 11. října 2015    | 19. srpna 2018    |
| 15           | 7         | Dark River (Part 2)                 | Tajemná řeka (2. část)   | Ed Thomas    | Sue Everett  | 18. října 2015    | 19. srpna 2018    |
| 16           | 8         | The Sound of Souls (Part 1)         | Ozvěny duší (1. část)    | Ed Thomas    | Ed Talfan    | 25. října 2015    | 26. srpna 2018    |
| 17           | 9         | The Sound of Souls (Part 2)         | Ozvěny duší (2. část)    | Ed Thomas    | Ed Talfan    | 1. listopadu 2015 | 26. srpna 2018    |

### Třetí řada (2016)
| Č. v seriálu | Č. v řadě | Původní název                   | Český název                  | Režie       | Scénář      | Premiéra v VB      | Premiéra v ČR |
| ------------ | --------- | ------------------------------- | ---------------------------- | ----------- | ----------- | ------------------ | ------------- |
| 18           | 1         | Aftermath (Part 1)              | Smrt padlého kněze (1. část) | Gareth Bryn | Debbie Moon | 30. října 2016     | 2. září 2018  |
| 19           | 2         | Aftermath (Part 2)              | Smrt padlého kněze (2. část) | Gareth Bryn | Debbie Moon | 6. listopadu 2016  | 2. září 2018  |
| 20           | 3         | A Poacher's Discovery (Part 1)  | Pytlákův objev (1. část)     | Ed Thomas   | Cynan Jones | 13. listopadu 2016 | 9. září 2018  |
| 21           | 4         | A Poacher's Discovery (Part 2)  | Pytlákův objev (2. část)     | Ed Thomas   | Cynan Jones | 20. listopadu 2016 | 9. září 2018  |
| 22           | 5         | Both Barrels (Part 1)           | Bez milosti (1. část)        | Gareth Bryn | Jeff Murphy | 27. listopadu 2016 | 16. září 2018 |
| 23           | 6         | Both Barrels (Part 2)           | Bez milosti (2. část)        | Gareth Bryn | Jeff Murphy | 4. prosince 2016   | 16. září 2018 |
| 24           | 7         | Return to Pontarfynach (Part 1) | Kruh se uzavírá (1. část)    | Ed Thomas   | Mark Andrew | 11. prosince 2016  | 23. září 2018 |
| 25           | 8         | Return to Pontarfynach (Part 2) | Kruh se uzavírá (2. část)    | Ed Thomas   | Mark Andrew | 18. prosince 2016  | 23. září 2018 |